# GNU可移植线程库
GNU Pth（Portable Threads）是用于UNIX平台的基于POSIX/ANSI-C的用户空间线程库，它为多线程应用提供基于优先级的调度。GNU Pth以高度可移植性为目标。它是GNU计划的一部分。
Pth还提供模仿POSIX线程的API用于后向兼容。
GNU Pth使用到内核空间线程的N:1映射，就是说调度是完全由GNU Pth库进行的，内核自身不了解在用户空间内的N个线程。故而不可能利用到SMP，因为那必须由内核派遣。

## 引用
1. ↑  Norm Matloff's GNU Pth Web Page （页面存档备份，存于）.
2. ↑  .   [2019-05-30]. （原始内容存档于2021-02-01）.